# آنتونیو لوئیس آلویس هیبیرو ده اولیویرا
آنتونیو لوئیس آلویس هیبیرو د اولیویرا (به پرتغالی: António Luís Alves Ribeiro de Oliveira) (زادهٔ ۱۰ ژوئن ۱۹۵۲) بازیکن و مربی سابق فوتبال اهل پرتغال است.
وی قبلاً سرمربی تیم ملی پرتغال بوده و این تیم را در رقابت‌های جام جهانی و جام ملت‌های اروپا هدایت کرده‌است.

## افتخارات

### به عنوان بازیکن

#### تیمی
- لیگ برتر پرتغال: ۱۹۷۷-۱۹۷۸، ۱۹۷۸-۱۹۷۹، ۱۹۸۱-۱۹۸۲
- جام حذفی پرتغال: ۱۹۷۶-۱۹۷۷، ۱۹۸۱-۱۹۸۲
  - نایب قهرمان: ۱۹۷۷-۱۹۷۸
- سوپر جام پرتغال: ۱۹۸۲

#### انفرادی
- بهترین بازیکن پرتغال: ۱۹۸۲

### به عنوان مربی
- لیگ برتر پرتغال: ۱۹۹۶-۱۹۹۷، ۱۹۹۷-۱۹۹۸
- جام حذفی پرتغال: ۱۹۹۷-۱۹۹۸
- سوپر جام پرتغال: ۱۹۹۶
  - نائب قهرمان: ۱۹۹۷